# Anthurium pachylaminum
Anthurium pachylaminum är en kallaväxtart som beskrevs av Thomas Bernard Croat. Anthurium pachylaminum ingår i släktet Anthurium och familjen kallaväxter. Inga underarter finns listade.